# بروک اسپنس
بروک اسپنس (انگلیسی: Brooke Spence؛ زادهٔ ۴ مارس ۱۹۸۸) بازیکن فوتبال اهل استرالیا است.
از باشگاه‌هایی که در آن بازی کرده‌است می‌توان به بریزبن رور اشاره کرد.
وی همچنین در تیم ملی فوتبال زنان استرالیا بازی کرده‌است.